# 伊那食品工業

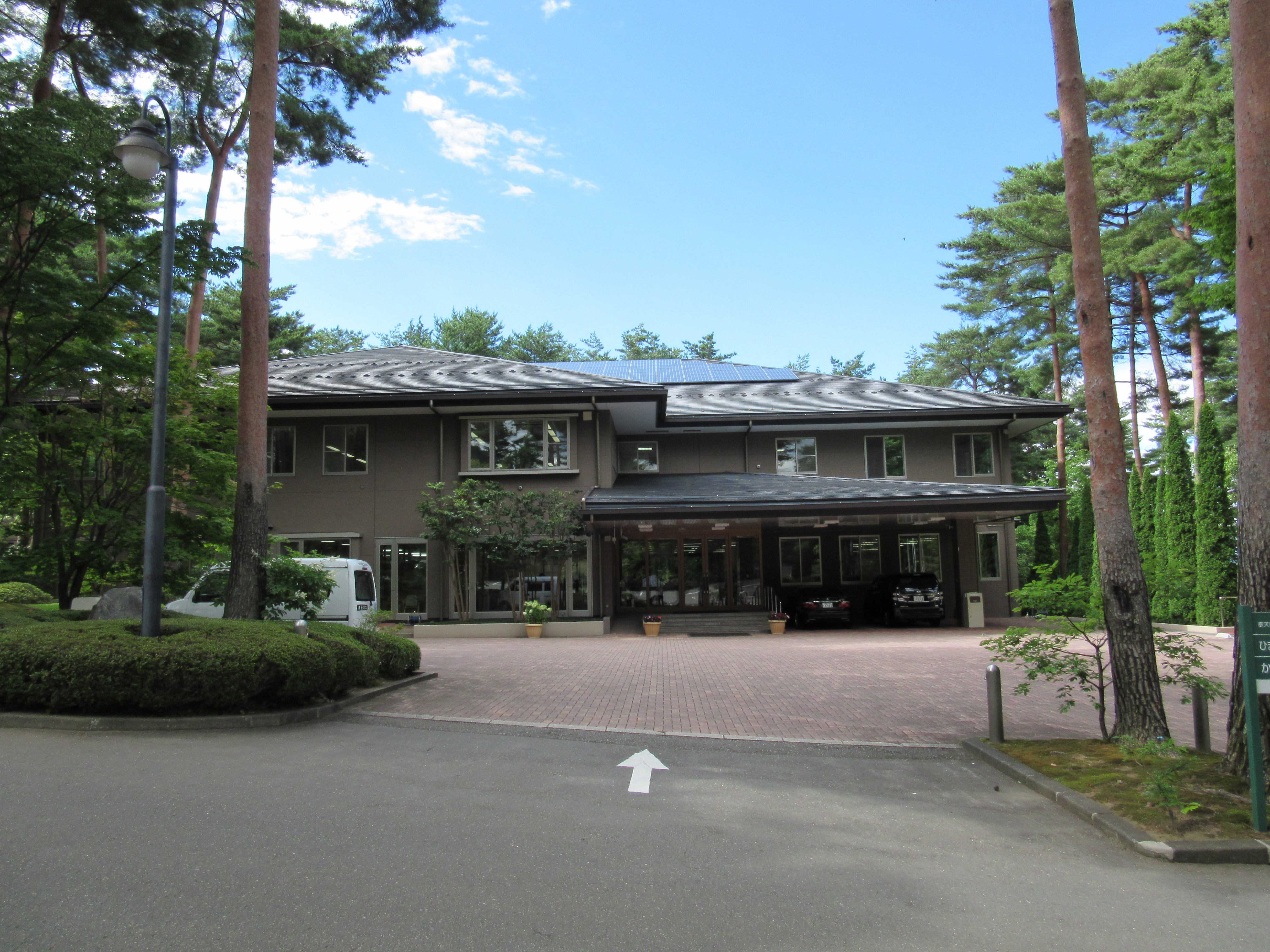
伊那食品工業本社（かんてんぱぱガーデン内）

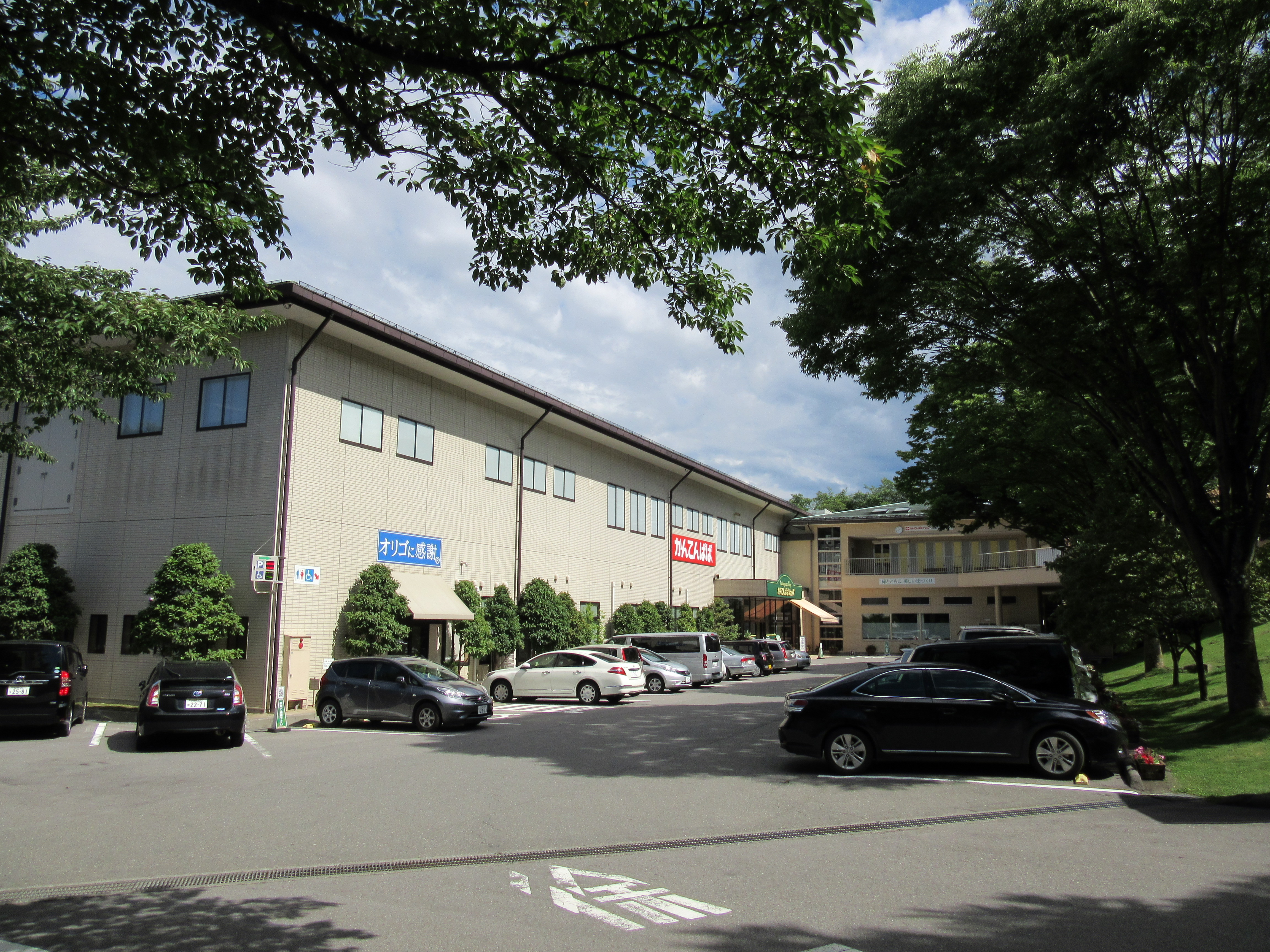
伊那食品工業北丘工場（かんてんぱぱガーデン内）

伊那食品工業株式会社（いなしょくひんこうぎょう）は、長野県伊那市にある寒天、ゲル化剤の製造業者。

## 概要
株式上場しておらず、かつ大手上場企業の傘下には属していない独立系の企業である。
寒天を原料にした商品の研究開発に力を入れ、食品はもとより化粧品、医薬品等にも用途を拡げた。一般市場ではかんてんぱぱブランドの商品を提供している。業務市場ではイナアガー（アガーは英語で寒天）ブランドの商品を提供。国内市場のシェアは約80%、世界では15%である。
2008年（平成20年）には創業以来48年間増収増益を達成し、プレジデント誌にて取り上げられる。毎年着実に成長する経営に関心を抱く経営者は多く、トヨタグループ、帝人を初めとして多くの企業が見学に訪れている。
経営手法は「年輪経営」と呼ばれる。年輪経営とは急成長を目指すことなく、地道に少しずつ成長を続けるやり方。このため伊那食品工業では、成長の数値目標を掲げない。売り上げや利益は、年輪経営の結果であり、前年を下回らないという歯止めさえあれば、数値目標は必要ないというもの。
食料品の中堅企業でありながら、特許出願を積極的に行っている。

## 製品
- 業務用寒天各種
- 業務用ゲル化剤各種
- 培地用寒天
- 業務用食材各種（デザートベース、各種海藻）
- 介護食用寒天
- クレール(海藻由来の可食性フィルム)[8]
- かんてんぱぱ製品
- 養土藻(ようどそう:海藻由来の肥料)[9][10]・養土藻米[11]
- ダイエット・健康管理用食品
- インスタントスープ
- その他寒天を使用した各種インスタント食品・調味料

## 関連事業
- 本社、北丘工場周辺3万坪の敷地を「かんてんぱぱガーデン」と名付け、寒天レストラン、茶房、輸入雑貨店を設置している[12]。
- 大手の流通ルートを使わず、自社の通信販売及び、全国7ヶ所の営業所での販売を主とする。他に、直営のカフェ併設アンテナショップとして、全国15か所に「かんてんぱぱショップ」を展開する[13]。
- 農園事業(ぱぱな農園)[14]。

## 関連会社

### 米澤酒造
米澤酒造株式会社（よねざわしゅぞう）は、長野県上伊那郡中川村に本社を置く日本酒メーカー。1907年（明治40年）創業の老舗造り酒屋で、2014年（平成26年）に伊那食品工業の子会社となった。製品充填室兼倉庫、仕込み蔵を新築し、2017年（平成29年）には事務所兼店舗（鉄骨の平屋建て、面積約267平方メートル）が完成、リニューアルオープンした。
米澤酒造が製造する日本酒の銘柄（ブランド）は下記の通り。
- 今錦（いまにしき） - 米澤酒造定番の銘柄[18]。由来は力士であった祖先が用いていた四股名から[19]。同社公式ウェブサイトのドメイン名 (www.imanisiki.co.jp) としても用いられている。
- おたまじゃくし - 数量限定。原料となる酒米に中川村飯沼地区の棚田で栽培した美山錦だけを使用[18]。
- 年輪（ねんりん） - 酒蔵の改装後にデビューした新銘柄。米澤酒造の旗艦に位置づけられる[20]。

## 受賞

### 叙勲
- 1996年 - 黄綬褒章 社長塚越寛 粉末寒天の生産技術開発と用途拡大功績により叙勲。
- 2011年 - 旭日小綬章 会長塚越寛 寒天の用途拡大、製造の近代化などの功績により叙勲。

### 大臣顕彰
- 1995年 - 科学技術庁長官賞 粉末寒天の開発功績により科学技術振興功績者として顕彰。
- 1996年 - 農林水産大臣賞 寒天滓（産業廃棄物）の再利用化を確立した功績に対し、リサイクル推進協議会よりリサイクル推進功労者として顕彰。

### 表彰
- 1993年 - 日本緑化センター会長賞 財団法人日本緑化センターから工場の緑化推進により表彰。
- 1996年 - 日経ニューオフィス賞 「本社・研究室」が、社団法人ニューオフィス推進協議会より表彰。
- 2002年 - 最高賞最優秀経営者賞 社長塚越寛 日刊工業新聞社主催の優秀経営者顕彰制度より（中堅・中小企業対象の最高賞）。
- 2007年 - グッドカンパニー大賞グランプリ賞 社団法人中小企業研究センターより表彰。
- 2008年 - 日本環境経営大賞 環境経営パール大賞 日本環境経営大賞表彰委員会より表彰。
- 2017年 - 第16回渋沢栄一賞 会長塚越寛 埼玉県より表彰。

## テレビ番組
- 日経スペシャル カンブリア宮殿 驚異の48年連続増収 「年輪経営」で社員の幸せと会社の永続を目指せ！（2012年8月23日、テレビ東京）[5]

## 書籍

### 単著
- 『いい会社をつくりましょう』（2004年7月28日、文屋）ISBN 978-4990085872
  - 『新訂 いい会社をつくりましょう』（2012年5月1日、文屋）ISBN 9784990555245
  - 『新訂 いい会社をつくりましょう』（2012年5月1日、サンクチュアリ出版）ISBN 9784861136337
  - 『映像本 いい会社をつくりましょう 』（著者:塚越寛、監修:大久保寛司、編集:中島敏子）（2012年8月5日、文屋）ISBN 978-4990555269
  - 『映像本 いい会社をつくりましょう』（著者:塚越寛、監修:大久保寛司、編集:中島敏子）（2012年8月5日、サンクチュアリ出版）ISBN 978-4861136351
- 『リストラなしの「年輪経営」 いい会社は「遠きをはかり」ゆっくり成長』（2009年2月25日、文屋）ISBN 9784334975586
  - 『リストラなしの「年輪経営」 いい会社は「遠きをはかり」ゆっくり成長』（2014年9月11日、光文社 知恵の森文庫）ISBN 9784334786571
- 『幸せになる生き方、働き方』（(2012年4月18日、PHP研究所）ISBN 978-4569803388
- 『PHP松下幸之助塾 vol.21(2015.1-2 ―人生と経営の成功原則とは 特別対談豊田章男×塚越寛/特集:人間力を高める』（2014年12月1日、PHP研究所）ISBN 978-4569814131
- 『塚越寛の「年輪経営の実践」CD  (日本語) CD-ROM 』（2016年1月8日、日本経営合理化協会出版局）ISBN 978-4891013677
- 『伊那食品工業の年輪経営 (日本でいちばん大切にしたい会社DVDブックシリーズ 現場探訪編)』（2016年12月26日、あさ出版）ISBN 978-4860639594
- 『経営と人生を語る (日本でいちばん大切にしたい会社DVDブックシリーズ 経営者インタビュー編)』（2016年12月26日、あさ出版）ISBN 978-4860639600
- 『「いい会社」ってどんな会社ですか? 社員の幸せについて語り合おう』（(2017年8月11日、日経BP社）ISBN 978-4822259549
- 『年輪経営一度きりの人生を幸せに生きるために』（(2018年5月24日、日経BP社）ISBN 978-4822256593
- 『末広がりのいい会社をつくる ~人も社会も幸せになる年輪経営~』（2019年5月24日、サンクチュアリ出版）ISBN 978-4861138621

### 共著
- 『幸福への原点回帰』（共著者鍵山秀三郎）（2007年12月28日、文屋）ISBN 9784990304539
  - 『幸福への原点回帰』（共著者鍵山秀三郎）（2010年8月1日、	サンクチュアリ出版）ISBN 9784861136269

### カレンダー
- 塚越寛 著『塚越寛 日々の言葉 人も社会も幸せになる年輪経営』（著者・写真:塚越寛、編集:文屋、イラスト:野村陽子）（2018年11月15日、文屋）ISBN 978-4907298050 - 日めくりカレンダー

### 動画
- 伊那食品工業株式会社 - YouTube
- 海ごみゼロアワード_伊那食品工業株式会社 - YouTube
- 【賢者の選択】伊那食品工業 社長対談テレビ番組　Japanese company president - YouTube
- 「伊那食品工業の年輪経営」ダイジェスト版 - YouTube
- 地元に愛される企業のつくりかた～伊那食品・麻生・OKB・マスヤ - YouTube